# سیارک ۳۴۶۶۶
سیارک ۳۴۶۶۶ (به انگلیسی: 34666 Bohyunsan، نامگذاری:2000XA14) سی و چهار هزار و ششصد و شصت و ششمین سیارک کشف شده‌است که در ۴ دسامبر ۲۰۰۰ کشف شد.